# Štefan Banič
Štefan Banič (né le 23 novembre 1870 à Neštich Autriche-Hongrie, mort le 2 janvier 1941 à Neštich Slovaquie) est un constructeur et inventeur slovaque d'une sorte de parachute.

## Vie
Štefan Banič est né le 23 novembre 1870 à Neštich (depuis 1960 partie de la commune de Smolenice) et est décédé le 2 janvier 1941 à Neštich. N'ayant pas trouvé de travail dans sa région, il émigre aux États-Unis et s'installe à Greenville en Pennsylvanie. Il s'intéressa à l'aéronautique.

## Invention
En 1912, il est témoin d'un accident d'aviation, à la suite de cela il travaille et réalise le premier parachute utilisable sur le principe du parapluie. Celui-ci fut testé à Washington devant l'Office américain des brevets et des représentants militaires, sautant d'abord d'un bâtiment de 15 étages et par la suite d'un avion en 1914. Banič fait don de son brevet (n ° 1108484) à l'armée américaine. Il a reçu peu de gloire ou d'argent pour son invention.
Bien que l'idée de parachutes était connue depuis longtemps, l'invention Banič est d'un type radicalement différent des parachutes de type connu aujourd'hui (c'était une sorte de parapluie accroché au corps), il fut le premier parachute connu pour être activement utilisé, et a sauver la vie d'un grand nombre aviateurs de l'US Air Force au cours de la Première Guerre mondiale.
Après la Première Guerre mondiale, Banič est retourné en Slovaquie où il a aidé à explorer la grotte karstique Driny dans les contreforts des montagnes des Petites Carpates, à proximité de son village natal de Smolenice.